# Tipasa subrosea
Tipasa subrosea là một loài bướm đêm trong họ Noctuidae.